# Belyj Urjum
Il Belyj Urjum (in russo Белый Урюм?) è un fiume della Russia siberiana orientale, ramo sorgentizio di destra della Čërnaja (bacino idrografico dell'Amur). Scorre nei rajon Černyševskij e Mogočinskij del Territorio della Transbajkalia.
Il fiume nasce dal versante occidentale dei monti Hor'kovyj e scorre dapprima in direzione sud-occidentale poi gira a nord-est; incontrando il Čërnyj Urjum presso il villaggio di Sbega, dà origine al fiume Čërnaja. Il Belyj Urjum ha una lunghezza di 145 km, il bacino è di 5 070 km². Il maggior affluenti è l'Undurga (lungo 101 km).
Lungo buona parte del suo corso corre la ferrovia Trans-Bajkal, parte della Transiberiana.